# Luděk Čajka
Luděk Čajka (3. listopadu 1963 Český Těšín – 14. února 1990 Košice) byl československý hokejista, obránce. Byl ženatý s Renatou Čajkovou, v roce 1984 se jim narodila dcera Markéta.

## Hráčská kariéra
Čajka hrál hokej od svých 12 let, začínal v Havířově. V juniorském věku o něho měla zájem TJ Vítkovice, Čajka ale začal hrát za juniorské mužstvo TJ Gottwaldov, odkud se dostal do prvoligového mužstva. V TJ Gottwaldov (později SK Zlín, nyní PSG Berani Zlín) strávil většinu své hokejové kariéry (1983–1985 a 1987–1990), dvě sezóny v době vojenské prezenční služby hrál za Duklu Jihlava (1985–1987). V hokejové lize nastoupil k 297 zápasům, v nichž dal 33 gólů.
První zápas v reprezentaci odehrál 14. dubna 1985 proti Kanadě, poslední 22. prosince 1989 na turnaji o Cenu Izvěstijí proti SRN. V reprezentaci odehrál 58 zápasů, dal 3 góly. Zúčastnil se MS 1987 a Kanadského poháru 1987.
V roce 1987 byl draftován klubem New York Rangers na 115. místě, což mu po listopadu 1989 dávalo šanci hrát NHL.

## Statistiky reprezentace
| Turnaj       | Místo konání     | Z | G | A | B | Umístění            | Soupisky         |
| ------------ | ---------------- | - | - | - | - | ------------------- | ---------------- |
| MS 1987      | Rakousko (Vídeň) | 9 | 1 | 2 | 3 | Bronzová medaile    | Soupiska MS 1987 |
| KP 1987      | Severní Amerika  | 3 | 0 | 3 | 3 | prohra v semifinále | Soupiska KP 1987 |
| Celkem na MS |                  | 9 | 1 | 2 | 3 |                     |                  |

## Smrt

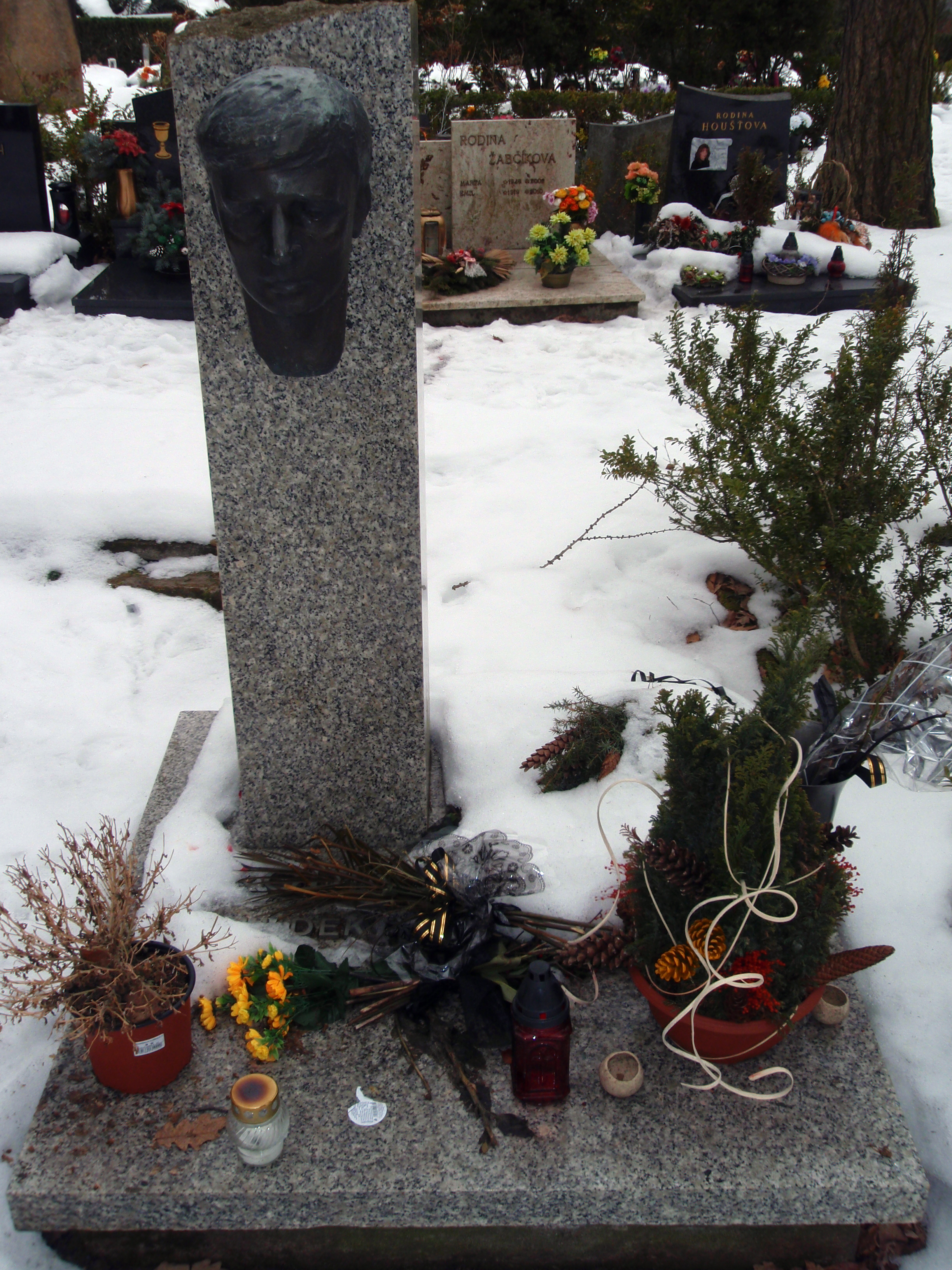
Hrob Luďka Čajky na Lesním hřbitově ve Zlíně (2015)

Ve 32. kole ligového ročníku 1989/90 narazil 122 sekund před koncem zápasu VSŽ Košice – SK Zlín hraného 5. ledna 1990 v souboji s košickým hráčem Antonem Bartanusem při dojíždění puku hlavou na mantinel a zůstal ležet v bezvědomí. Protihráč Bartanus na zranění nenesl žádnou vinu. Podle názoru Dušana Skačániho, hlavního rozhodčího zápasu, Čajka pravděpodobně najel do rýhy v ledu a následkem byl nekoordinovaný pád. Jeho důsledkem byly fraktury prvního a druhého krčního obratle s vážným poškozením míchy. Po 40 dnech Čajka v košické nemocnici svému zranění podlehl. V té době mu bylo 26 let.

## Důsledky Čajkova úrazu
Po Čajkově zranění došlo k přerušení ligové soutěže, hráči a trenéři vydali prohlášení, ve kterém žádali přezkoumání pojistných podmínek hráčů.
V důsledku Čajkova úmrtí došlo k důležité změně pravidel ledního hokeje. Čajka a Bartanus se totiž utkali o puk vyhozený přes celé hřiště na zakázané uvolnění. Podle původních pravidel se musel puku dotknout hráč mužstva, které puk nevyhodilo, jinak zakázané uvolnění odpískáno nebylo. Podle pravidel zavedených v reakci na tuto tragédii se zakázané uvolnění odpíská, jakmile puk přejde přes brankovou čáru neprovinivšího se mužstva. Od sezóny 2014/15 v soutěžích IIHF platí tzv. hybridní zakázané uvolnění.
V NHL do sezony 2012/2013 platilo původní zakázané uvolnění (nutný dotek kotouče obráncem), od sezony 2013/2014 platí hybridní zakázané uvolnění.

## Uctění památky
Po Luďku Čajkovi je pojmenován zlínský hokejový stadion (Zimní stadion Luďka Čajky). U stropu haly také visí dres s Čajkovým jménem a číslem 26, které nosil.
V roce 2017 byl uveden do Síně slávy českého hokeje.